# 约瑟夫·弗朗索瓦·迪普莱克斯

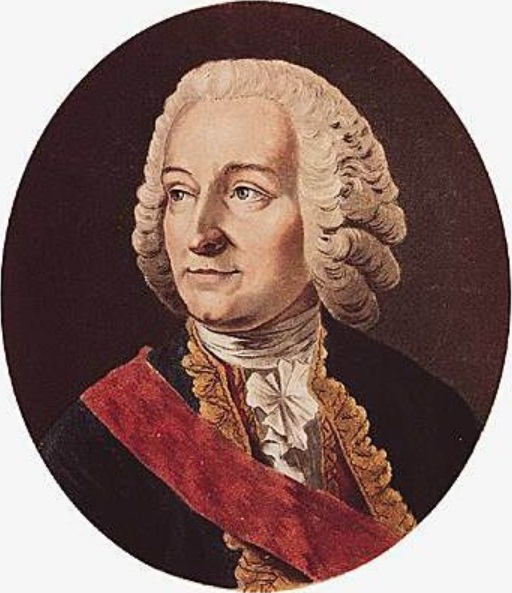
约瑟夫·弗朗索瓦·迪普莱克斯

约瑟夫·弗朗索瓦·迪普莱克斯（法語：Joseph François Dupleix，發音：[ʒozɛf maʁki dyplɛks]；1697年1月23日—1763年11月10日），是法属印度总督，殖民地行政官员。